# Stazione meteorologica di Mazzarino
La stazione meteorologica di Mazzarino è la stazione meteorologica di riferimento relativa alla località di Mazzarino.

## Coordinate geografiche
La stazione meteo si trova nell'Italia insulare, in Sicilia, in provincia di Caltanissetta, nel comune di Mazzarino, a 560 metri s.l.m. e alle coordinate geografiche 37°18′N 14°12′E.

## Dati climatologici
In base alla media trentennale di riferimento 1961-1990, la temperatura media del mese più freddo, gennaio, si attesta a +7,2 °C; quella del mese più caldo, luglio, è di +25,3 °C .
| Mazzarino          | Mesi | Mesi | Mesi | Mesi | Mesi | Mesi | Mesi | Mesi | Mesi | Mesi | Mesi | Mesi | Stagioni | Stagioni | Stagioni | Stagioni | Anno |
| Mazzarino          | Gen  | Feb  | Mar  | Apr  | Mag  | Giu  | Lug  | Ago  | Set  | Ott  | Nov  | Dic  | Inv      | Pri      | Est      | Aut      | Anno |
| ------------------ | ---- | ---- | ---- | ---- | ---- | ---- | ---- | ---- | ---- | ---- | ---- | ---- | -------- | -------- | -------- | -------- | ---- |
| T. max. media (°C) | 10,6 | 12,0 | 14,7 | 17,8 | 23,6 | 29,2 | 32,9 | 31,0 | 26,4 | 21,0 | 15,2 | 11,0 | 11,2     | 18,7     | 31,0     | 20,9     | 20,5 |
| T. min. media (°C) | 3,8  | 3,8  | 5,0  | 7,3  | 11,0 | 15,6 | 17,7 | 17,2 | 14,8 | 11,0 | 7,2  | 3,9  | 3,8      | 7,8      | 16,8     | 11,0     | 9,9  |